# 보조어
보조어(Bozo)는 말리의 니제르 내륙 삼각주(Inner Niger Delta) 지역에 사는 보조족(Bozo)이 사용하는 만데어 계통 언어이다. 많은 보조족 사람들은 어업을 위해 나이지리아, 부르키나파소, 코트디부아르 등에도 거주한다. 만데계 언어 중에서도 소닝케어와 가장 가깝다. 말리의 공용어 중 하나로 지정되어 있다.